# グロスター
グロスター（Gloucester /ˈɡlɒstɚ/  listenと発音）は、イングランド・グロスターシャーの州都。人口は約11万人（2021年）。

## 歴史

### 古代ローマ時代
グロスター（当時はCaer Glow、Glaeawecastre、Gleucestreとも）でブリトン人らが定住した歴史的証拠はどんなはっきりしたものでも確認されていない。しかしグロスターは、ローマ帝国の自治体単位であるコロニアであり、ネルウァ時代にGlevumという名前で既にあった。城壁の一部を辿ることができ、多くの遺跡と碑文の乏しい硬貨が発見されている。ブリタンニアの終焉後のいくつかの証拠から、ブリトン人支配を受け、その後ウェセックス王国がグロスターを支配下においたといわれる。

### アングロサクソン時代
グロスターとは、『輝く川の上のとりで』（古英語でceasterとは'fort'を意味する）という意味の言葉である。古いウェールズ語で、町はCaerloyw（CaerはCastle、loywはgloywに発した言葉。gloywはglowingまたはbrightという意味となる）と呼ばれた。それは航行可能な川にあり、681年にメルシアのエセルレッドによってセント・ピーター修道院が創建され、その恩恵で町は成長した。ノルマン征服以前、グロスターは保安官の治めるバラ（borough）で、城はしばしば王宮となったり鋳造所となった。
現在の核となる通りの配置は、後期アングロサクソン時代のエセルフレダ（アルフレッド大王の娘）の時代へ遡る。

### 中世
初代グロスター伯ゴドウィンは次の世紀までに、爵位をグロスター伯ロバートが継いだ。1155年、ヘンリー2世は最初の特権をグロスターへ与えた。ロンドン市民やウィンチェスター市民同様の自由を自治都市市民に与えたのである。ヘンリー2世は2度目の特権としてセヴァーン川の通過の自由をグロスター市民に与えた。最初の特権は1194年にリチャード1世によって認証された。自治都市の特権は、1200年のジョン王の特権認可によってより一層広がった。ジョン王は、グロスター市民の国中での通行料金の免除、自治都市外での訴訟手続きの自由を与えたのである。

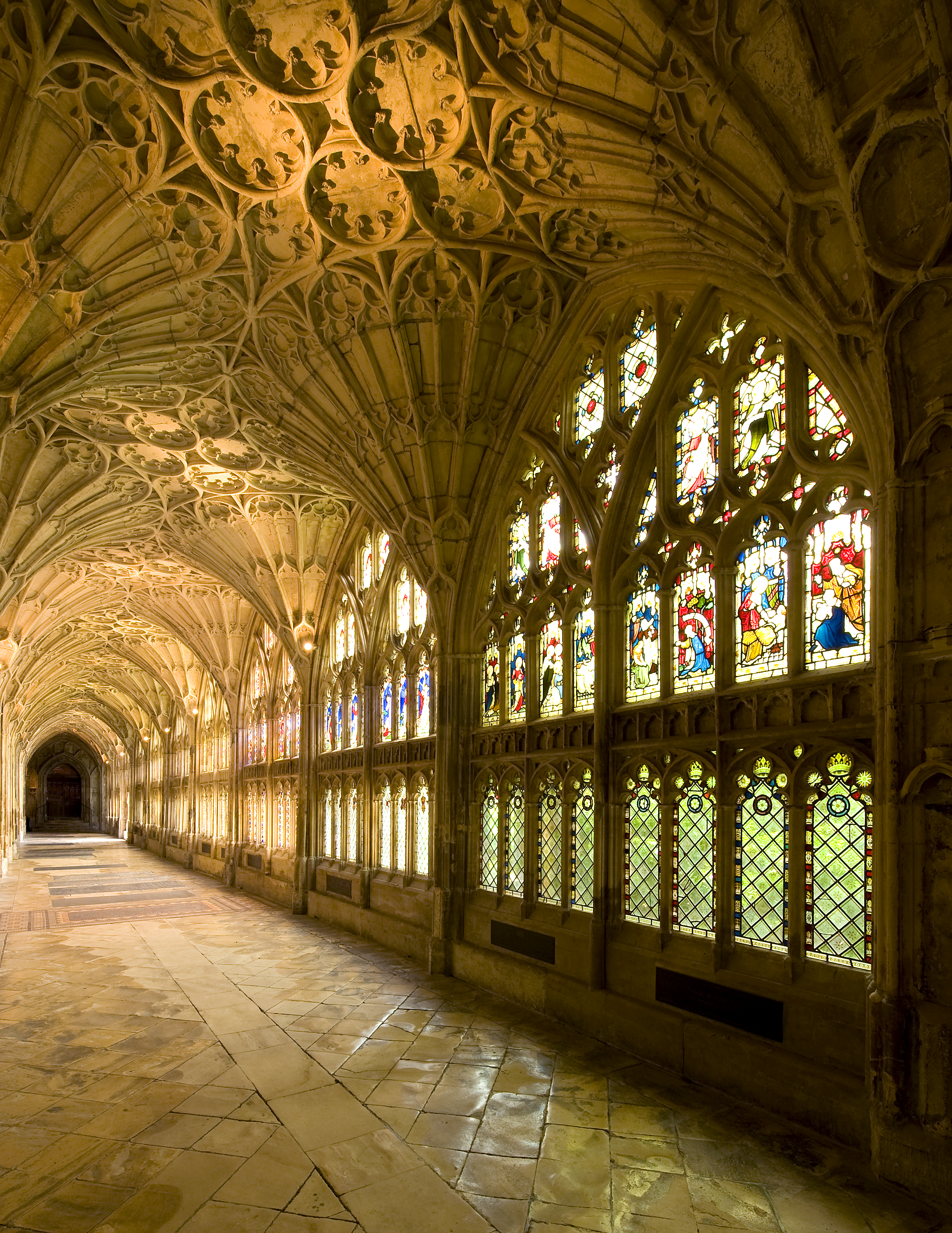
グロスター大聖堂の14世紀の回廊

14世紀以降、グロスター大聖堂は少しずつ建て替えられていった。現在の建物内部はノルマン、ゴシック両様式の長所が巧みに取り入れられている。 大聖堂のゴシック様式のファン・ヴォールト天井、ステンドグラス、及び回廊は有名である。

### テューダー朝とステュアート朝
その後の特権は非常に多い。1483年、グロスターはリチャード3世によって合併させられ、町は単体で行政区画となった。この特権は1489年と1510年に認可され、その他の合併の特権はエリザベス1世とジェームズ1世によって与えられた。 
グロスターは、メアリー1世時代のグロスター司教ジョン・ホッパーが火炙りにされた場所で、1555年にメアリー1世の迫害によって殉教した。
1580年、エリザベス1世がグロスターに港を作り、海から最も遠い港が誕生し、19世紀に最盛期を迎えた。
1643年のグロスター包囲はイングランド内戦において重要な戦いであった。包囲した議会軍が勝利を手にしたのである。

## 交通

### 道路
M5高速道路によってバーミンガム、ブリストル、エクセターなどと結ばれている。
ロンドンへの長距離バスがナショナル・エクスプレス、ステージコーチ社によるメガバスによって、バーミンガム、ブリストルへのバスがナショナルエクスプレスによって運行されている。

### 鉄道
グロスターには駅があり、以下の鉄道会社の列車が乗り入れている。
- ファースト・グレート・ウェスタン　ロンドン・パディントン駅から約2時間、他ブリストルへのローカル列車。

いる。
- クロスカントリー ノッティンガム － バーミンガム - カーディフ間を走る列車の他、わずかながらバーミンガム － ブリストルを走る列車も停車する。
- アリーヴァ・トレインズ・ウェールズ　チェルトナム - カーディフ - Maesteg間のローカル列車が毎時1本。

グロスター駅及び周辺の鉄道路線は電化されていない為、乗り入れるのは全て気動車である。
グロスター駅のプラットフォームはイギリス国内で一番長い。

## 観光
歴史あるグロスター大聖堂は映画ハリー・ポッターの撮影に使用され、さらに有名になった。

## 出身人物
- サイモン・ペグ - コメディアン
- ジョージ・ホウィットフィールド - 牧師
- ジョン・スタフォード・スミス - 作曲家
- チャールズ・ホイートストン - 物理学者

## 姉妹都市
- - メス、フランス
- - トリーア、ドイツ
- - セント・アン、ジャマイカ
- - ゴーダ、オランダ